# Jarkovski (Krasnodar)
Jarkovski (del ruso: Харьковский) es un jútor del raión de Labinsk del krai de Krasnodar, en el sur de Rusia. Está situada en la zona de colinas y pequeños bosques en las llanuras al norte de las estribaciones septentrionales del Cáucaso, a orillas del río Griaznuya Vtóraya, afluente por la izquierda del río Siniuja, tributario del río Chamlyk, que lo es del río Labá que desemboca en el Kubán, 37 km al sureste de Labinsk y 182 km al sureste de Krasnodar, la capital del krai. Tenía 706 habitantes en 2010
Es cabeza del municipio Jarkovskoye, que tiene una superficie de 67.40 km²

## Historia
El área sobre la que se asienta Jarkovski se comenzó a poblar en la década de 1860 con cosacos y mujiks de las gubernias de Járkov y Vorónezh. Varios cosacos ricos establecieron caseríos con sus nombres en la zona (Orlov, Bezguenov, Kartashov, Popov, Serdiukov, Lukianov, etc). El más grande era el jútor Kvashin, más tarde Rovni, que fue designado centro del selsoviet Soyuz 16-i jutorov ("Unión de 16 caseríos"). Más tarde fueron unidos en Jarkovski.

## Economía
Las principales empresas de la localidad se dedican a la agricultura y la principal es OOO SZhK Raduga.

## Servicios sociales
En la población hay una escuela (nº31), un jardín de infancia, un centro de cultura y ocio, una biblioteca, espacios deportivos y parques infantiles de juegos.